# Fingest and Lane End
Fingest and Lane End var en civil parish fram till 1987 då den blev en del av Hambleden och Lane End, i grevskapet Buckinghamshire, i England. Civil parish var belägen 7 km från High Wycombe och hade 3 080 invånare år 1971.